# Saint-Sauveur-la-Pommeraye
Saint-Sauveur-la-Pommeraye è un comune francese di 320 abitanti situato nel dipartimento della Manica nella regione della Normandia.
Fa parte del cantone di Bréhal nella circoscrizione (arrondissement) di Coutances.

## Origini del nome
Il toponimo Pommeraye deriva dal termine in lingua d'oïl pomeroie (in francese pommeraie), che significa "meleto".

## Società

### Evoluzione demografica
Abitanti censiti